# Hillsborough (fiume)

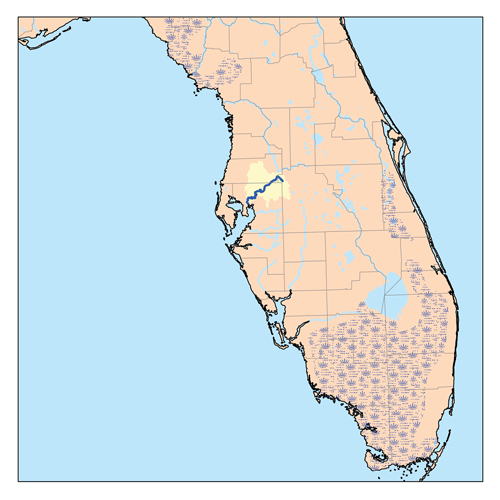
Bacino fluviale

Il fiume Hillsborough è un fiume degli Stati Uniti che scorre in Florida. Nasce nella Palude verde vicino all'incrocio tra le contee di Hillsborough, Pasco e Polk e scorre per 95 km attraverso le contee Pasco e Hillsborough, per arrivare nella città di Tampa e sfociare nel Golfo di Tampa.
Il nome appare per la prima volta su una mappa inglese del 1769.